# Els Croods: Una nova era
Els Croods: Una nova era (originalment en anglès, The Croods: A New Age o The Croods 2) és una pel·lícula de comèdia i d'aventures animada per ordinador estatunidenca del 2020, produïda per DreamWorks Animation i distribuïda per Universal Pictures. Seqüela d'Els Croods (2013), així com la segona pel·lícula de la franquícia d'Els Croods, la pel·lícula està dirigida per Joel Crawford (en el seu debut com a director) amb un guió de Dan Hageman, Kevin Hageman, Paul Fisher i Bob Logan, que s'han basat en una història dels directors originals Kirk DeMicco i Chris Sanders. La versió original en anglès de la pel·lícula compta amb les veus de Nicolas Cage, Emma Stone, Ryan Reynolds, Catherine Keener, Clark Duke i Cloris Leachman, juntament amb noves incorporacions al repartiment, com Peter Dinklage, Leslie Mann i Kelly Marie Tran.
El 2013 es va anunciar per primera vegada una seqüela d'Els Croods amb els directors DiMicco i Sanders. El seu desenvolupament va continuar durant el 2014 i el 2015 fins a la seva cancel·lació el novembre de 2016 a causa dels dubtes per l'adquisició de DreamWorks per part d'Universal. No obstant això, el projecte es va recuperar el 2017 amb Crawford substituint Sanders i DiMicco com a director. A causa de la pandèmia de la COVID-19, gran part de les animacions finals es van fer des de les cases dels treballadors.
Els Croods: Una nova era es va estrenar als Estats Units el 25 de novembre de 2020. El doblatge en català es va estrenar el 23 de desembre d'aquell mateix any. Va recaptar més de 215 milions de dòlars a tot el món amb el seu pressupost de 65 milions de dòlars i va rebre crítiques generalment positives, amb comentaris que la van qualificar d'"un seguiment prou decent" i van elogiar el repartiment. La pel·lícula també va ser nominada al Globus d'Or a la millor pel·lícula d'animació.